# Bernhard Larsson
Erik Bernhard Larsson (* 14. August 1879 in Örebro; † 1. August 1947 in Stockholm) war ein schwedischer Sportschütze.

## Erfolge
Bernhard Larsson nahm an den Olympischen Spielen 1912 in Stockholm in drei Disziplinen teil. Mit dem Freien Gewehr erreichte er im Einzel des Dreistellungskampfes den sechsten Platz. Im Mannschaftswettbewerb belegte er gemeinsam mit Mauritz Eriksson, Erik Blomqvist, Carl Björkman, Hugo Johansson und Gustaf Adolf Jonsson mit einer Gesamtpunktzahl von 5655 Punkten vor Norwegen und Dänemark den ersten Rang und wurde damit Olympiasieger. Mit seinen 914 Punkten war er der zweitschwächste Schütze der Schweden. Die Mannschaftskonkurrenz mit dem Armeegewehr schloss er auf dem dritten Rang ab und sicherte sich so die Bronzemedaille. Larsson war mit 261 Punkten der drittbeste Schütze der Mannschaft, zu der neben ihm noch Mauritz Eriksson, Werner Jernström, Carl Björkman, Hugo Johansson und Tönnes Björkman gehörten. 